# Allium bisceptrum
Allium bisceptrum — вид трав'янистих рослин родини амарилісові (Amaryllidaceae), ендемік південного заходу США.

## Опис
Цибулин 1–7+, яйцюваті, 1–2 × 0.6–1.8 см; зовнішні оболонки містять 1 або більше цибулин, від світло-коричневих до сірих, перетинчасті; внутрішні оболонки від білого до рожевого кольору. Листки стійкі, зелені в період цвітіння, 2–5, листові пластини плоске, широко жолобчасті, 8–30 см × 1–13 мм. Стеблина стійка, поодинока або скупчена, пряма, суцільна, 10–30(40) см × 1–5 мм. Зонтик стійкий, прямостійний, нещільний, 15–40-квітковий, кулястий, цибулинки невідомі. Квіти зірчасті, 7–10 мм; листочки оцвітини розлогі, від бузкового до білого кольору, ланцетні, ± рівні, краї цілі, верхівка загострена. Пиляки пурпурові; пилок жовтий. Насіннєвий покрив блискучий. 2n = 14, 28.
Цвітіння: травень — липень.

## Поширення
Поширений у штатах Аризона, Каліфорнія, Айдахо, Невада, Нью-Мексико, Орегон, Юта (США).
Населяє луки та осикові гаї, рідше росте на відкритих схилах гір; 1100–3000 м.